# سميث (لاعب كريكت)
سميث (1810 بإنجلترا في المملكة المتحدة - ) (بالإنجليزية: Smith)‏ هو لاعب كريكت بريطاني. لعب مع نادي جامعة كامبريدج للكريكيت ‏.